# Christos Tzolis
Christos Tzolis (grekiska: Χρήστος Τζόλης), född 30 januari 2002, är en grekisk fotbollsspelare som spelar för Twente, på lån från Norwich City och Greklands landslag.

## Karriär
Den 12 augusti 2021 värvades Tzolis av Norwich City, där han skrev på ett femårskontrakt. Den 22 juli 2022 lånades Tzolis ut till nederländska Twente på ett säsongslån.